# BRASS
Le BRASS est le centre culturel de Forest, commune du Sud-Ouest de la région de Bruxelles-Capitale (Belgique). Le BRASS a ouvert ses portes en 2008 dans un des bâtiments de l'ancienne Brasserie Wielemans-Ceuppens situé au 364 de l'avenue Van Volxem, témoin de l'architecture industrielle bruxelloise du XXe siècle. Il propose aujourd'hui une programmation d'évènements culturels : concerts, spectacles, expositions, festivals, ateliers, rencontres, foires du livre, et initiatives citoyennes. 

## Histoire du bâtiment

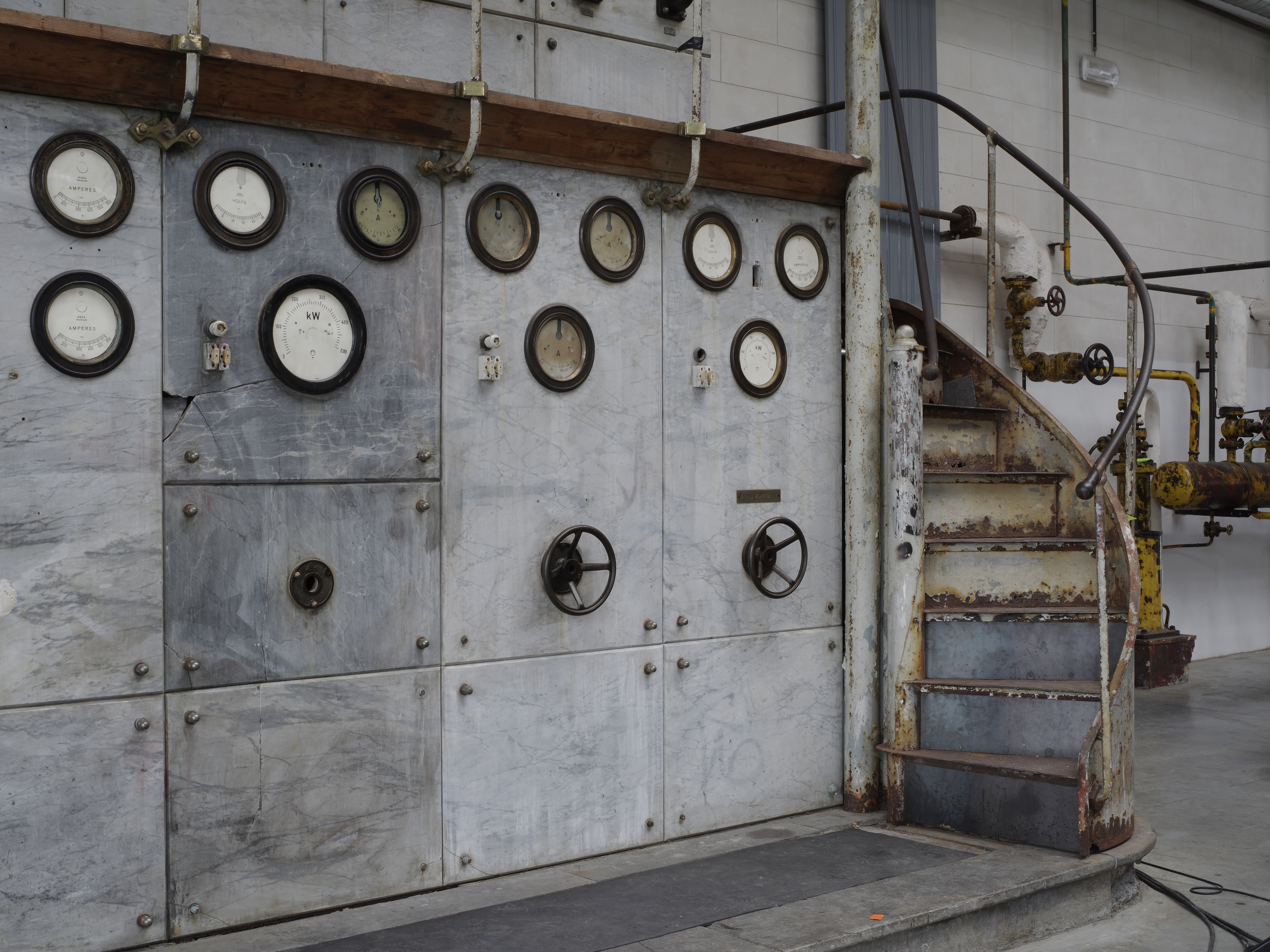
La Salle des Machines

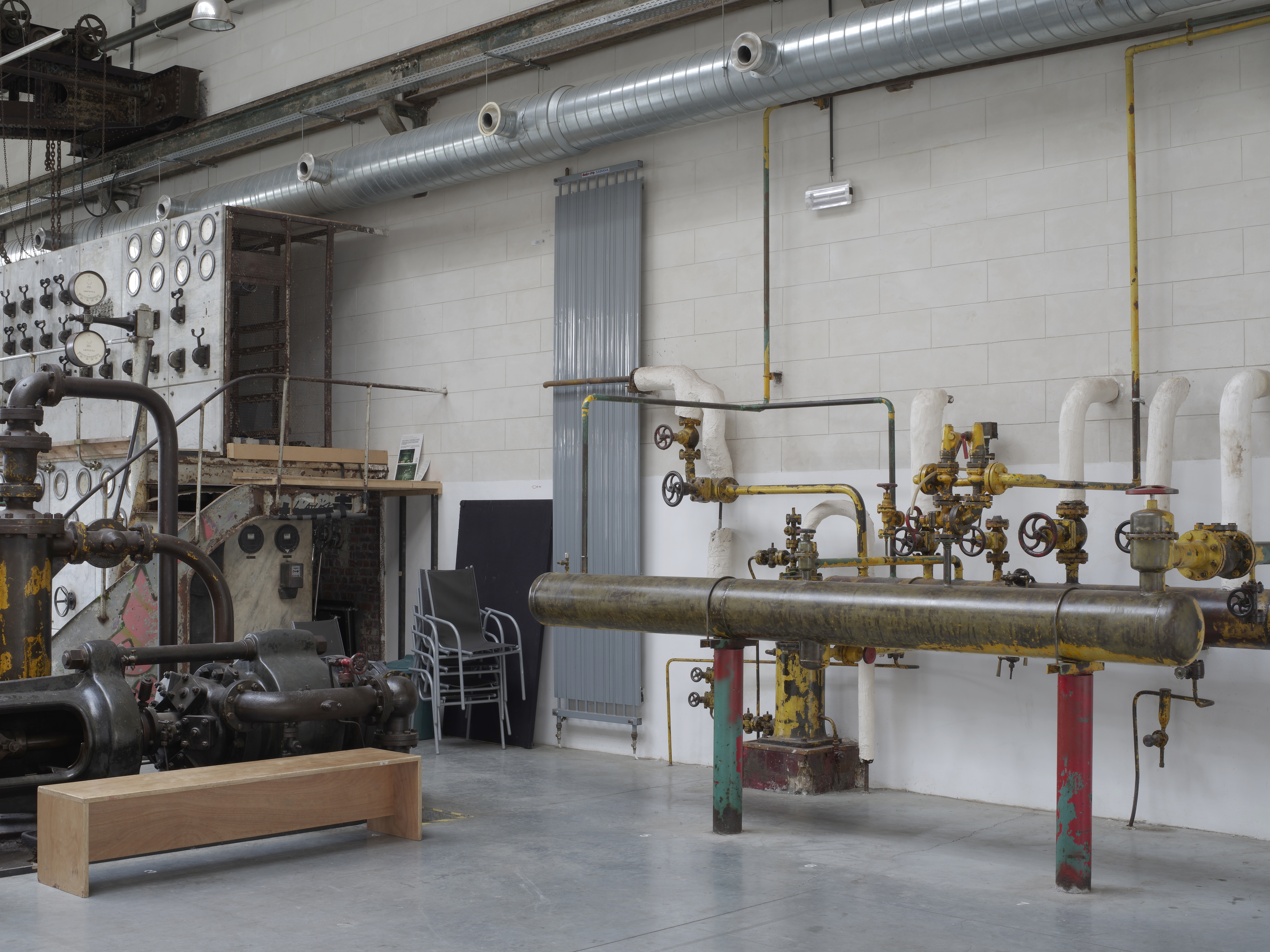
La Salle des Machines

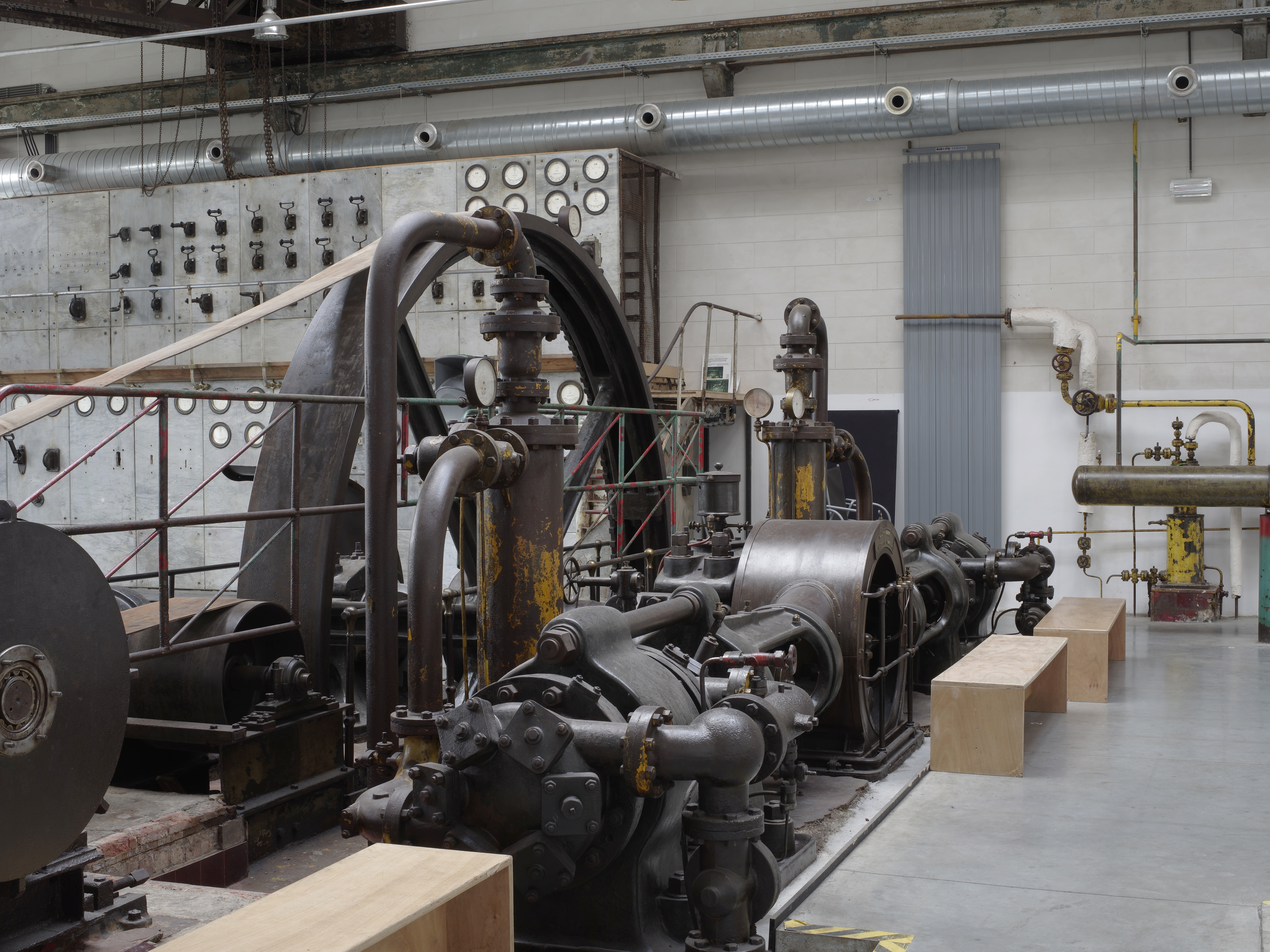
La Salle des Machines

### 1862 – 1900: l'usine Wielemans
En 1862, la veuve de Lambert Wielemans et ses trois fils se lancent dans la production de bières sur un terrain marécageux dans la campagne forestoise, au sud de Bruxelles; émerge alors un premier complexe de l'usine (cuves, chaudières, magasin).
En 1882, l’usine est reliée au chemin de fer permettant ainsi d’accroître l’acheminement en province. La brasserie s'agrandit d'une malterie, puis de greniers à grains, à malt et touraille. Un ensemble de bureaux, dessiné par l’architecte Bordiau est orné d'éléments récupérés de la porte d’entrée, et du fronton en bronze et pierres bleues de la caisse d’épargne de la place de Brouckère.

### 1900 — années 1960: âge d'or de l'entreprise
Dès 1900, l’entreprise Wielemans, qui s'étend sur près de 4 hectares, devient la brasserie la plus florissante d’Europe. En 1902, une deuxième salle de brassage est construite équipée de machines frigorifiques pour la production de bière à basse fermentation dans le bâtiment qui se nomme aujourd’hui BRASS. En 1930 la troisième salle de brassage (actuel WIELS) est construite par l’architecte Adrien Blomme.
La marque Wiel’s est déposée en 1940, elle deviendra un produit phare de l’entreprise.

### 1970 – 2008: de la brasserie au Centre Culturel
À partir des années 1970, la concurrence avec la grande distribution devient difficile pour les brasseries bruxelloises. En 1978, la société est vendue au groupe Artois qui réduit la production jusqu'à la fermeture définitive en 1988. 
Artois décide de détruire les bâtiments. Mais Le Blomme,  le BRASS et la façade du Métropole sont néanmoins sauvés et classés. En 2001, La Région de Bruxelles-Capitale devient propriétaire du Blomme et du BRASS, dont l'exploitation est confiée à la commune de Forest. La rénovation du BRASS et du Blomme dure trois ans, de 2005 à 2008. 

Dès 2007, le centre d’art contemporain WIELS ouvre ses portes dans le Blomme. Le Centre Culturel de Forest et la bibliothèque néerlandophone (aujourd’hui Bib Vorst) s’installent dans le bâtiment BRASS. Le Centre Culturel adopte alors le nom du bâtiment comme nom propre.
« Le BRASS, aujourd’hui Centre culturel de Forest, a certes perdu ses cuves, mais a conservé nombre de machines comme des compresseurs Carels Frères, un compresseur Sulzer Frères, un compresseur De La Vergne construit à New York et, édifié spécialement pour Wielemans-Ceuppens, un pont roulant, deux compresseurs Ingersol Rand et un tableau électrique d’origine. »

## Activités et missions
Le BRASS se veut un « soutien de la vitalité artistique et culturelle émergente en proposant des concerts, des spectacles, des expositions, des ateliers, des rencontres conviviales et citoyennes, des festivals thématiques, une école des devoirs, … »
Les activités se déploient dans les salles ayant gardé les noms de leurs fonctions d'origines : 
- le Hall Principal
- la Salle des Machines
- la Salle des Cuves[7]

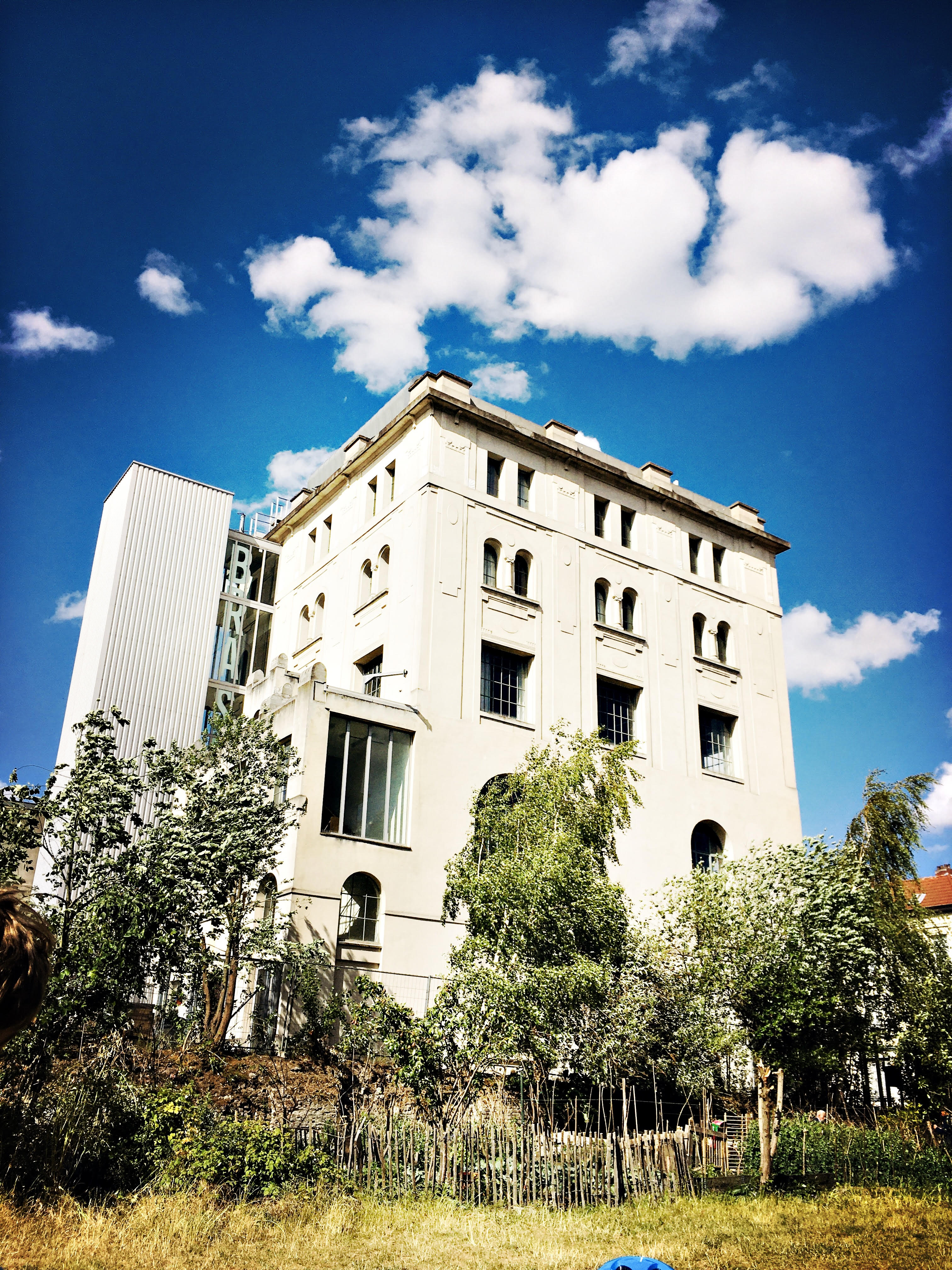
Le bâtiment du BRASS vu du jardin

« Ancré dans son quartier, le BRASS s’adresse à tous les habitants en capitalisant les énergies locales et les initiatives interculturelles, artistiques, solidaires et citoyennes des quartiers de Forest et du sud de Bruxelles (voir l’ensemble de ses partenaires). Il accorde une grande importance à la participation des habitants dans son projet d’action culturelle. À ce titre, il s’implique dans l’organisation du festival SuperVliegSuperMouche et du festival Forest Sounds dans le parc de Forest, et participe au Parcours 1190. » 
Le BRASS, financé par la Commune, est conventionné par la Fédération Wallonie-Bruxelles, et reconnu Maison des Cultures et de la Cohésion Sociale par le Service francophone Bruxellois.
Son objectif est de développer une offre culturelle et socioculturelle sur la commune avec une attention particulière vers les populations les plus fragiles et les plus éloignées de la culture, avec une action spécifique liée aux écrans, réseaux et objects connectés. Il promeut les principes d’éducation permanente et de démocratie culturelle régissant le secteur des Centres culturels en Communauté française.
Une de ses missions spécifiques sur l’ensemble du territoire est la mise en valeur sociale et culturelle du patrimoine communal,.

## L'abbaye de Forest: futur pôle culturel

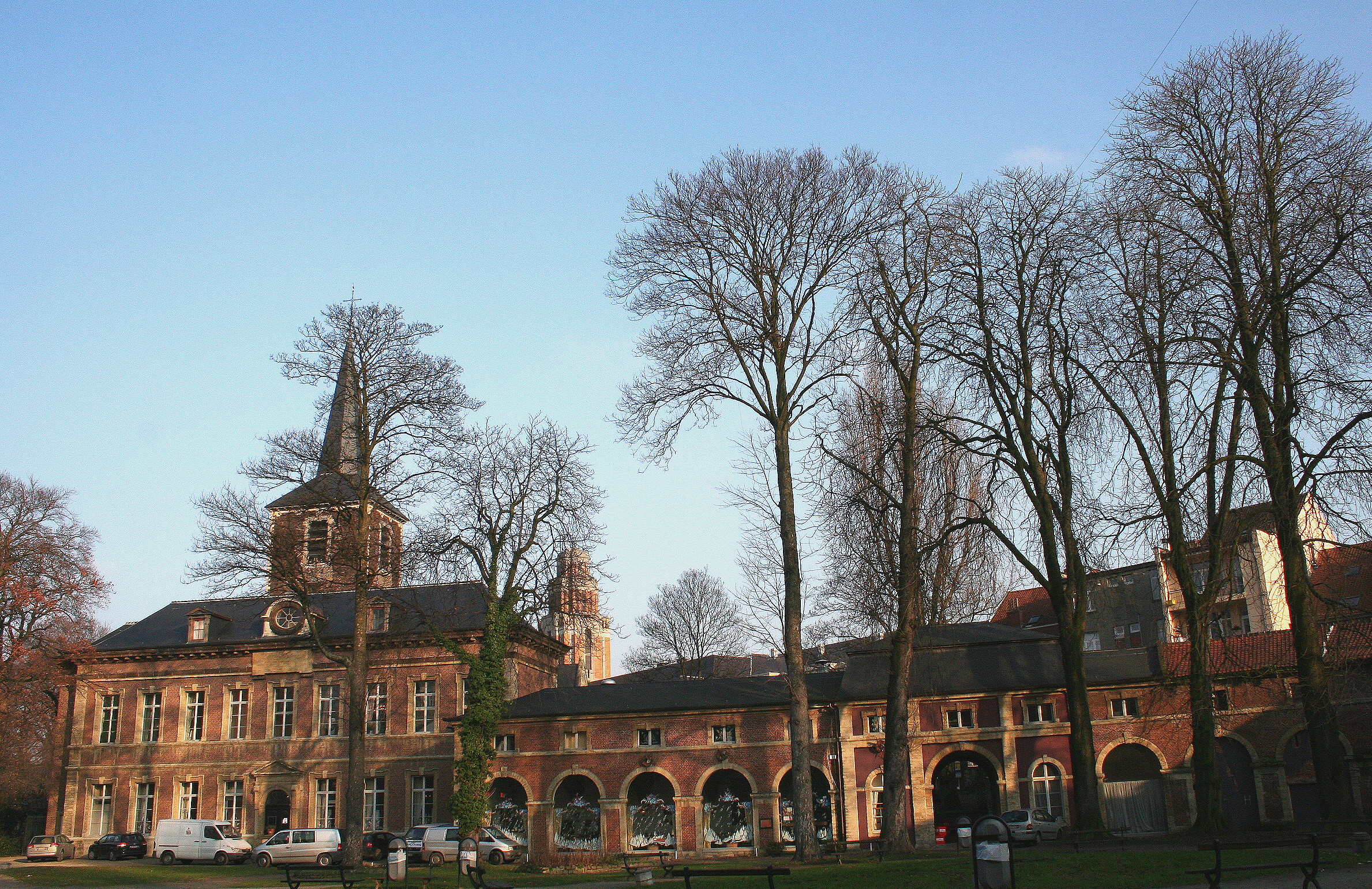
L'Abbaye de Forest

Le Centre Culturel présente aussi des expositions et autres propositions créatives à l’Abbaye de Forest, espace champêtre en plein cœur de Forest et futur pôle culturel de la commune.